# 吳弘業
吳弘業（1565年—1652年10月31日），字富有，别號玉麓，雲南澂江府河陽縣人，明朝、南明政治人物。

## 生平
吳弘業是萬曆四十三年（1615年）乙卯科舉人，四十四年（1616年）丙辰科進士，獲授銅梁知縣。天啟元年（1621年）奢崇明反叛明朝，他守住銅梁城；之後遷任工科給事中，又轉為吏科，上疏貴州叛亂雖然已經整頓，剿滅或招撫需要周密謹慎決定。吳弘業歷任戶科右給事中、兵科左給事中，上陳建昌屯田措施，推薦胡平表鎮守建昌；陞為禮科都給事中。崔呈秀、魏忠賢專政，吳弘業上書《權奸去國疏》彈劾，又議論周應秋、潘汝楨和崔呈秀兒子崔鐸的貪污行徑；崇禎元年八月，累陞為太僕寺卿管太常寺少卿事，因病歸鄉。永曆四年（1650年），他晉官刑部尚書，兩年後（1652年）去世，虛齡八十八。

## 家族
曾祖吴宗信。祖父吴愷紀，庠生。父吴岳，廪生。娶张氏，子振英、振芳、振秀。

## 引用
1. 1 2  錢海岳《南明史·卷四·本紀第四》：（永曆六年）冬十月己亥朔，尚書吳弘業卒。
2. 1 2  錢海岳《南明史·卷五十六·列傳第三十二》：（吳）弘業，字富有，河陽人。萬曆四十四年進士。授銅梁知縣。奢崇明反，固守全城。遷工科給事中，改吏科，疏言危黔敗局雖振，剿撫廟算宜周。歷戶科右、兵科左，陳建昌屯政，薦胡平表鎮守建昌。陞禮科給事中。
3. ↑  道光《澂江府志·卷十一·選舉》：萬歷【曆】乙卯科（舉人） 吳弘業 府學，見甲科
4. ↑  《萬曆四十四年丙辰科進士序齒録》：吴弘业 - 雲南澄江府河陽縣軍籍，字富有，号玉麓。戊子年六月二十四日生，乙卯郷試二十二名，會試二百六十九名，廷試三甲五十四名。刑部觀政。娶张氏，子振英、振芳、振秀。
5. ↑  《萬曆四十四年丙辰科進士履歷》：吴弘业，玉麓。戊子六月二十四日生，臨安籍仁和人，乙卯二十二名，會二百六十九名，廷試三甲五十四名。刑部觀政，授铜梁知县，戊午本省同考。壬戌考选，癸亥授吏科給事中，乙丑升户科右，本年升兵科左，丙寅升禮科都，丁卯加太仆寺卿，己巳养病致仕。
6. ↑  錢海岳《南明史·卷五十六·列傳第三十二》：崔呈秀，魏忠賢專政，上權奸去國疏劾之，又論周應秋、潘汝楨及呈秀子鐸倖舉。累擢太僕卿，引疾歸。永曆時，晉刑部尚書卒，年八十八。
7. ↑  錢海岳《南明史·卷二十四·表第十》永曆四年庚寅條：吳弘業 十二月任（刑部尚書）。